# Équipe de France de basket-ball en 1930
L'Équipe de France de basket-ball en 1930.

## Les matches
| Date        | Lieu      | Adversaire | Score   | Compétition | Meilleurs marqueurs (France) |
| 8 juin 1930 | Bruxelles | Belgique   | V 35-31 | A           | -                            |

D : défaite, V : victoire
A : Amical

## L'équipe
- Sélectionneur :
- Assistants :

| Poste | Joueur          | Nombre matchs | Nombre points | Club(s) 1930 |
| -     | Marcel Beaulieu | 1             | -             | RC de France |
| -     | Roger Burnel    | 1             | -             | CS Plaisance |
| -     | Jacques Flouret | 1             | -             | Paris UC     |
| -     | Paul Hotille    | 1             | -             | US Tourcoing |
| -     | Henri Sahuguet  | 1             | -             | Res. Sociale |

## Sources et références
- CD-rom : 1926-2003 Tous les matchs des équipes de France édité par la FFBB.